# Zsupos Zoltán
Zsupos Zoltán (Berettyóújfalu, 1959. június 30. –) magyar történész, néprajzkutató.

## Élete
Általános és középiskoláit szülővárosában végezte. A Kossuth Lajos Tudományegyetem Bölcsészettudományi Karán végezte tanulmányait. Munkahelyei: 1977-től 1979-ig, majd 1984-től 1986-ig a Bihari Múzeum, 1987–1990 között a Kossuth Lajos Tudományegyetem Néprajzi Tanszéke, 1990–1994 között az MTA Titkársága, 1994–2005 között a Duna Televízió, 2008-tól a Magyar Országos Levéltár.

## Elismerései
2003-ban megkapta a Dercsényi Dezső-sajtódíjat.

## Válogatott publikációk
- Esztár néprajza (1987)
- Dél-Gömör gyűjtögető gazdálkodása (1987)
- Xantus Gyulával: „Katona nélkül mit sem ér a mennység...” (1989)
- Történeti-néprajzi források Gömörből a XVIII–XIX. századból (1994)
- Az erdélyi sátoros taxás és aranymosó fiskális cigányok a 18. században (1996)
- Gömöri káromkodások könyve (2010)
- Hirdetmények, színlapok, aprónyomtatványok. Győr, 1848–1849. Kundmachungen, Theaterzettel, Kleindrucksachen. Raab, 1848–1849. (2014)
- A székely írásról; szerzői, Bp., 2015
- Honnan ered a székely írás?; Zsupos Zoltán, Dunakeszi, 2016
- „Szépen legel a Marosi gulyája” Folklór és valóság. In: A Bihari Múzeum Évkönyve IV-V. Berettyóújfalu, 1986. 255–271.
- Zur Frage der Goldwascher-Zigeuner in Siebenbürgen. In: Ethnographica et Folkloristica Carpathica 5-6. Debrecen, 1988. 325–332.
- Date istorice si etnografice despre Micherechi. In: Din traditiile populare ale romanilor din Ungaria 7. Budapest, 1989. 7–28.
- Thougts Concerning the Origin of Hungarian Speaking Natives („Chango”-s) of Moldavia. In: Congressus Septimus Internationalis Fenno-Ugristarum 4. Debrecen, 1990. 141–146.
- Rákóczi Rozsnyón, avagy egy pletyka életrajza a 18. századból. In: Népi kultúra–Népi társadalom XVIII. Budapest, 1995. 149–165.
- Rozsnyó 1849-es papírszükségpénzei. In: A Herman Ottó Múzeum Évkönyve XLVII. Miskolc, 2008. 401–428.

## Filmjei
- Magyar diákok a Németalföldön
- Üzen a XVIII. század
- A magyar koronázási jelvények
- A Szent Jobb
- László Gyula a honfoglaló magyarokról
- A honfoglaló és Árpád-kori magyarság egészsége és betegségei
- Magyarok Quedlinburgban
- Kárpát-medencei leletek a British Múzeumban
- A British Múzeum Alexander Berthier-Delagarde gyűjteménye
- Franeker műemlékei
- Műemlékvédelem Hollandiában
- Párizs varázsa
- Barangolások Ausztriában
- Barangolások Krétán
- Barangolások Portugáliában
- Barangolások Írországban
- Barangolások Svájcban és Németországban
- A szellem órája – A Balassi Bálint Intézet, Magyarságkutatás
- A szellem órája – Az ősemberek
- A szellem órája – A nagyszentmiklósi kincs
- A szellem órája – A Santo Stefano Rotondo bazilika
- A szellem órája – Műemlékvédelem Erdélyben
- A szellem órája – Mint oldott kéve: A magyar népesség és társadalom
- A szellem órája – Az V. Nemzetközi Hungarológiai Kongresszus – A hatalom és kultúra viszonya
- A szellem órája – Az állati és emberi viselkedés professzora: Csányi Vilmos
- A szellem órája – Műemlékvédelem a Felvidéken
- 150 éves a Károli Gáspár Református Egyetem
- Madeira
- Pecsétek a középkori Magyarországon
- Oklevelek a Magyar Országos Levéltárban
- Kéziratos térképek a Magyar Országos Levéltárban
- A tudomány kincsesháza
- A Magyar Nemzeti Múzeum 1848/49-es emléktárgyai
- A Duna
- Kincsesház
- Portugália-EXPO 98
- Magyarok Portugáliában
- Trappisták
- Magyar fordulat – Marácz László
- A nemzet levéltárának kincsei
- Jó estét Párizs!
- Milleniumi krónika – Bajót, az első milleniumi ünnepség
- Térképek és városképek
- A nemzet könyvtára
- A nemzet könyvtárának kincsei c sorozat
- A Keresztény Múzeum kincsei c. sorozat